# Луций Корнелий Малугинский Уритин
Лу́ций Корне́лий Малуги́нский Урити́н (лат. Lucius Cornelius Maluginensis Uritinus; умер после 459 года до н. э.) — римский политический деятель и военачальник из патрицианского рода Корнелиев, консул 459 года до н. э.

## Биография
Луций Корнелий был избран консулом вместе с Квинтом Фабием Вибуланом. Ещё в предыдущие годы началось обсуждение законодательной инициативы о кодификации права (lex Terentilia), вызвавшее серьёзные столкновения между патрициями и плебеями. Фабий и Корнелий с трудом добились от трибунов позволения до обсуждения этого закона заняться войной. Луций Корнелий одержал победу над жителями Анция и был удостоен за это триумфа. На тот момент год уже заканчивался, так что консулам удалось отсрочить принятие lex Terentilia.
Тит Ливий и Дионисий Галикарнасский утверждают, что в 449 году до н. э. Луций высказывался в поддержку децемвиров, так как один из членов коллегии, Марк Корнелий Малугинский, был его братом. Однако фасты называют Луция сыном Сервия и внуком Публия, а Марка — внуком Сервия (патроним не сохранился). Таким образом, двое Корнелиев могли быть скорее отцом и сыном. При этом существует вероятность того, что связь Луция с деятельностью децемвиров — чистый вымысел.